# Alfonso García Robles
Alfonso García Robles (født 20. marts 1911, død 2. september 1991) var en mexicansk diplomat og politiker. Han arbejdede i udenrigstjenesten under 2. verdenskrig, og begyndte at arbejde i FN i 1946.
I 1982 blev Robles tildelt Nobels fredspris sammen med Alva Myrdal for sit arbejde med at opsætte den såkaldte Tlatelolco-traktat i 1969, som erklærede Latinamerika og Caribien som atomvåbenfri zone.